# Patrick Tam (acteur)
Pour les articles homonymes, voir Patrick Tam.
Patrick Tam, de son vrai nom Tam Yiu-man (譚耀文, né le 19 mars 1969), est un acteur et chanteur hongkongais.

## Biographie
Ses premiers pas dans l'industrie du divertissement ont lieu après sa victoire aux New Talent Awards 1988 aux côtés de la chanteuse Sammi Cheng qui termine deuxième.
Après un passage infructueux dans l'industrie de la musique, il est sur le point d'abandonner une carrière dans l'industrie du divertissement lorsqu'il est approché par un représentant de la chaîne TVB, s'embarquant ainsi dans une carrière d'acteur.
Sa carrière décolle réellement quand il remporte le Hong Kong Film Award du meilleur second rôle en 1999 pour son rôle de Push Pin dans Beast Cops.
En 2001, pour son rôle de Man dans le film Born Wild (en), il remporte le prix du meilleur second rôle aux Golden Horse Film Awards,.

## Vie privée
En 1996, Tam commence à fréquenter l'actrice Astrid Chan (en) avant de se séparer pour différences de personnalité. En 2003, il épouse Fiona Chan la veille de Noël qui se trouve également être son anniversaire.
Le 18 décembre 2006, ils ont un fils nommé Daniel Tam (譚皓哲), puis une fille nommée Tamia (譚 津 如) le 21 février 2011.

## Filmographie

### Cinéma
- Disconnect'd (en production)
- Where the Wind Blows (en production)
- Raging Fire (2021)
- Breakout Brothers (2020)
- A Witness Out of the Blue (2019)
- Fatal Visit (2019)
- First Class Charge (2019)
- P Storm (2019)
- The Fatal Raid (2018)
- The Choice (2018)
- Master Z: Ip Man Legacy (2018)
- L Storm (2018)
- Dealer/Healer (2017)
- Soccer Killer (2017)
- Witch Doctor (2016)
- Insomnia Lover (2016)
- Love in Late Autumn (2016)
- Ip Man 3 (2015)
- The Spirit of the Swords (2015)
- Wong Ka-Yan (2015)
- The Merger (2015)
- Port of Call (2015)
- Two Thumbs Up (2015)
- A Happy Life (2014)
- Just Another Margin (2014)
- As the Light Goes Out (2014)
- Fiery Thunderbolt Qin Ming (2013)
- The House (2013)
- Triad (2012)
- Death Zone (2012)
- A Land without Boundaries (2011)
- The Detective 2 (2011)
- I Love Hong Kong (2011)
- Just Another Pandora's Box (2010)
- Here Comes Fortune (2010)
- To Live and Die in Mongkok (2009)
- The Storm Warriors (2009)
- Lady Cop & Papa Crook (2009)
- Mr. Right (2008)
- Trivial Matters (2007)
- In Love with the Dead (2007)
- Naraka 19 (2007)
- Simply Actors (2007)
- Luxury Fantasy (2007)
- Eastern Legend (2007)
- Who's Next (2007)
- La Technique du Chinois (2005)
- The Myth (2005)
- City of SARS (2003)
- The Story of Long (2003)
- My Troublesome Buddy (2003)
- The New Option (2002)
- The Wall (2002)
- Body Puzzle (2002)
- La Brassière (2001) [cameo]
- La Légende de Zu (2001)
- Born Wild (2001)
- Comeuppance (2000)
- Crying Heart (2000)
- Violent Cop (2000)
- Killers from Beijing (2000)
- Homicidal Maniac (2000)
- The Duel (2000)
- The Legend of Speed (1999)
- Purple Storm (1999)
- My Loving Trouble 7 (1999)
- Century of the Dragon (1999)
- Love in the River (1998)
- Operation Billionaires (1998)
- Beast Cops (1998)
- Point of No Return (1990)

### Séries TV
| Année | Titre                           | Rôle                |
| ----- | ------------------------------- | ------------------- |
| 1994  | The Swordsman Lai Bo Yee        | Lai Bo-yee          |
| 1994  | File Of Justice 3               | John                |
| 1995  | File of Justice 4               | Chris Yau Wing-hong |
| 1997  | File of Justice 5               | Chris Yau Wing-hong |
| 2000  | The Duke of Mount Deer          | L'empereur Kangxi   |
| 2003  | Seed of Hope                    | Nicholas Woo        |
| 2004  | Split Second                    | Yeung Kai-tung      |
| 2004  | Angels of Mission               | Lee Kin-keung       |
| 2006  | Relentless Justice              | Chin Tsz-kong       |
| 2010  | The Holy Pearl                  | Rong Di-huang       |
| 2011  | The Emperor's Harem             | Wang Zhi            |
| 2012  | Liu Hai Plays with Gold Toad    |                     |
| 2013  | Earth God and Earth Grandmother | Zhang Fu-de         |
| 2013  | A Happy Life                    | Jin Buhuan          |